# Miramont-de-Comminges
Miramont-de-Comminges là một xã thuộc tỉnh Haute-Garonne trong vùng Occitanie tây nam nước Pháp. Xã này nằm ở khu vực có độ cao trung bình 388 mét trên mực nước biển.